# Mischocyttarus nigropygialis
Mischocyttarus nigropygialis är en getingart som beskrevs av Zikan 1949. Mischocyttarus nigropygialis ingår i släktet Mischocyttarus och familjen getingar. Inga underarter finns listade i Catalogue of Life.